# Joe Darkey
Joe Darkey est un boxeur ghanéen né le 22 mai 1942.

## Carrière
Joe Darkey remporte la médaille de bronze dans la catégorie des poids welters aux championnats d'Afrique de boxe amateur 1962 au Caire puis la médaille d'or aux championnats d'Afrique d'Accra en 1964 dans la catégorie des poids moyens.
Aux Jeux olympiques d'été de 1964 à Tokyo, il est éliminé en quarts de finale dans la catégorie des poids moyens par le Soviétique Valeriy Popenchenko.
Dans la catégorie des poids moyens, il est ensuite médaillé de bronze aux Jeux africains de Brazzaville en 1965 puis médaillé d'or aux championnats d'Afrique de Lagos en 1966  ainsi qu'aux Jeux de l'Empire britannique et du Commonwealth de Kingston en 1966.